# Марковско блато
Марковското блато (също Повеляново блато или Емирлерско блато) е заблатена местност по поречието на река Девня, в близост до промишлената зона на квартал Повеляново. Нарича се още Влажни зони „Река Девня“.
Наименувано е на бившето с. Марково, преименувано в Повеляново и присъединено (1969) към град Девня.
Представлява блато, разделено на 2 части, които са превърнати в големи водохранилища – отстойници (утайници). По-голямото (южното, долното) е с площ 2,6 км², а горното е с площ 1,7 км².
В източната част до брега на блатата се добива сол. Водата в горното блато е силно замърсена, а долното постепенно е започнало да пресъхва и е обрасло с характерната ливадно-блатна и мочурна хигрофитна растителност.